# 刻板印象

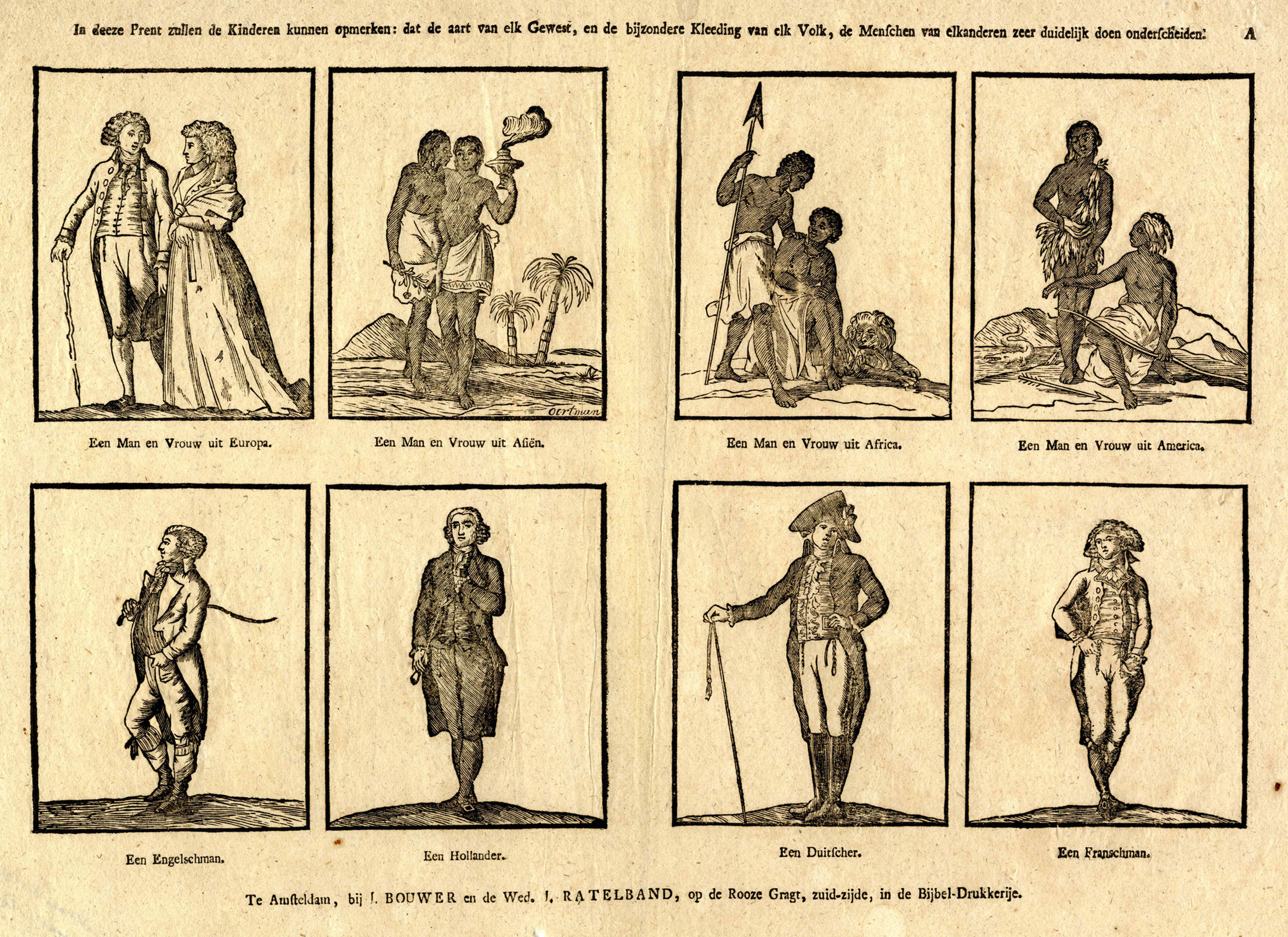
一張十八世紀時荷蘭的圖畫，裡頭將亞洲、美洲及非洲的人描述成野蠻人，下方呈現的則分別是英國人、荷蘭人、德國人和法國人。

一個刻板的反派漫畫（即一般主旋律反派定型角色，留著鴨腮鬍和黑色高帽），特別流行於20世紀初的无声电影和通俗剧電影中，並由Snidely Whiplash風行於世.

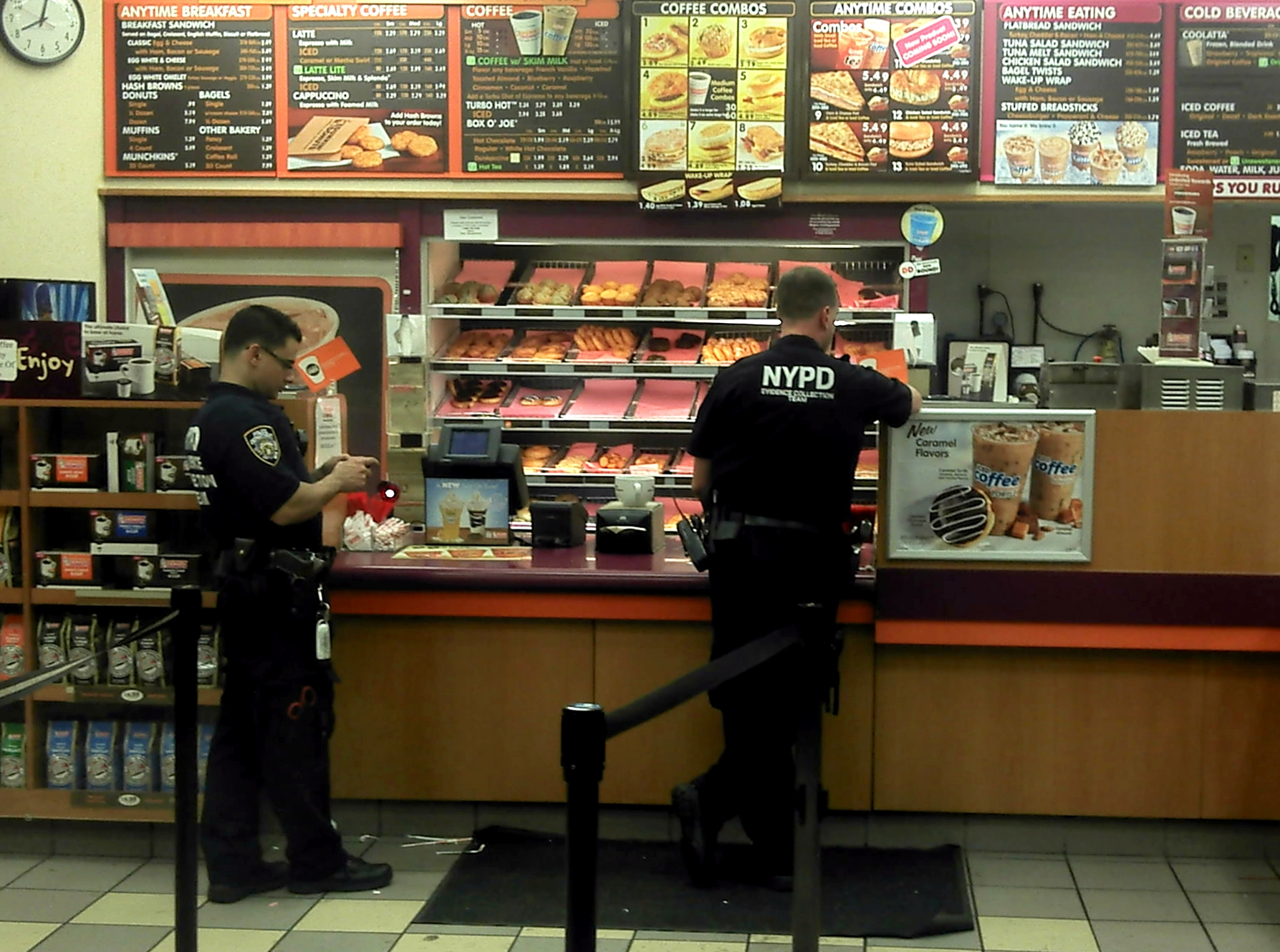
警察購買甜甜圈和咖啡，這是北美人認為的刻板印象行為的一個例子.

刻板印象（亦稱印刻作用），是一個社會學術語，專指人類對於某些特定類型人、事或物的一種概括的看法，看法可能是來自於同一類型的人事物之中的某一個個體給旁人的觀感。刻板印象有分為正面以及負面的觀感有先入為主的觀念，並不能夠代表每個屬於這個類型的人事物都擁有這樣的特質；每個人從小教育的觀念以及生長環境也會影響人的觀念，當遇到類似或相同的事情則會以自己的經歷反映在某件事上，而造成意見有落差形成的刻板印象，不過另一方面，雖然有一個對49個文化進行的研究顯示，民族性這種族群刻板印象，並不反映該社會成員的平均人格特質，但刻板印象有可能是準確的，一項研究顯示，一些種類的刻板印象有著中至高度的準確性，而且一些研究和後續的研究，可能會一再證實某些刻板印象的準確性。

## 概說
刻板印象的來源大多是因為個人沒有足夠的時間去了解某個個體所致。例如說當我們看到長得魁梧、紋身，戴黑色太陽眼鏡、臉孔嚇人且穿著黑西裝的壯漢，很可能會將他誤認為黑社會人物。又例如某電影中，主角是一般社會大眾印象下的壞人，則判定該電影為「歌頌罪惡」的影片。刻板印象愛好者容易先把世事標籤化分類，再加以對目標物的種種現象歸納，支持其原先的刻板印象。例如一位正義英雄型人物因醉酒與自己伴侶以外的女性發生性行為，令對方懷孕並誕下私生子，應該是遭「奸人所害」。
刻板印象常常是相對負面的，不過刻板印象並非全是負面的，有些刻板印象是正面的，正面的刻板印象即所謂的「正面刻板印象」（Positive stereotype）。正面刻板印象可能造成正面或負面的影響。
刻板印象一旦形成，若不客觀理解，則很難加以改變，亦可能造成同類型人的困擾，即使是正面的刻板印象，如「亞洲人數理強」、「亞斯伯格症患者很擅長且適合搞電腦程式」等，都可能對當事人造成困擾和負面影響。不過，出色的公共關係手法，可以改善當事人原先給標籤的刻板印象，創造出第二印象，社會心理學又稱之為「最後印象」，例如一位富翁一生對人對己都「節儉」，意想不到原來遺囑指定，將遺產全數捐贈作慈善，感動了法官。
刻板印象在某些專制社會、或民主制度較不發達的國家也容易為有心的政治人物、政黨、或他們的支持者所利用，例如透過各種管道（媒體、宣傳等）普遍散佈敵對政治陣營的負面形象，或刻意宣揚有利於己身立場的事件，以便塑造本身陣營的正面刻板形象或敵方的負面刻板印象。
刻板印象在我們的生活中，表示於部分的、片面的、不正常的、不完全的。然而刻板印象代表內團體(小圈子)對外團體(其他團體)成員的普遍化概論。

## 外顯的刻板印象
外顯的刻板印象指的是人們有所認知且用以論斷他人的刻板印象，如果今天某甲對屬於某團體的某乙做出論斷，而某甲對於那團體有著一定的成見，那他多少能用有意識的控制來調和自己的決策偏見；然而，有意識地嘗試改變因偏見而形成的刻板印象、以達成不偏私的努力常會失敗，而這是因為人們常會低估或高估因為刻板印象而形成的偏見所致。

## 內隱的刻板印象
內隱的刻板印象是指那些存在於個人潛意識中，他們無法控制或意識到的刻板印象。「內隱的刻板印象的建立是基於兩個概念：語義（知識）記憶中的聯想網絡和自動啟動。」。內隱的刻板印像是人們在社會群體與某個領域或屬性之間建立的自動且非自願的聯想。例如，人們可以相信女性和男性同樣有能力成為成功的電工，但與此同時，許多人可能會將電工與男性而非女性聯繫起來。
在社會心理學中，刻板印象指的是關於某類人或行為、且廣泛受認可的任何想法，而這種想法出現的目的，是為了要對這類人或行為所組成的群體給出一個作為整體的代表所致；而這些想法可能準確地或不準確地反映事實。在心理學以及其他領域中，有著多種不同的關於刻板印象的概念和理論，這些概念彼此有相似之處，也有相衝突之處；此外，即使在社會科學以及一些心理學的分支中，在像是對其他文化等不同團體做出假定時，刻板印象有時也有可能重現並在一些理論的框架中得到識別。

## 與其他團體間態度的關聯
一般認為，刻板印象、偏見、種族主義和歧視等是彼此相關但不同的概念，在這其中，刻板印象常被認為是最認知性的成分，且常常在無意識的狀況下出現；偏見則更多是刻板印象的情感性成分；而歧視則是偏見回應的行為成分。在這種族群間態度的三分觀點中，刻板印象反映了對歸屬不同團體的成員的預期與信念；偏見則反映了對此的情緒反應；而歧視則反映了行為。
盡管刻板印象、偏見、和歧視相關，這三者可獨立於彼此存在，根據丹尼爾·卡茨（Daniel Katz）和肯尼斯·布拉利（Kenneth Braly）的研究，在人們對團體的名字出現情緒性反應、將特質賦予團體成員並評估這些特質時，刻板印象可導致對種族的偏見。
以下為刻板印象可能帶來的偏見效應：
- 合理化欠缺基礎的偏見或忽視
- 不願重新思考自己的態度和行為
- 阻止一些受刻板印象影響的團體的成員參與某些活動或領域，或在這些活動或領域中獲得成功。[19]

## 情境

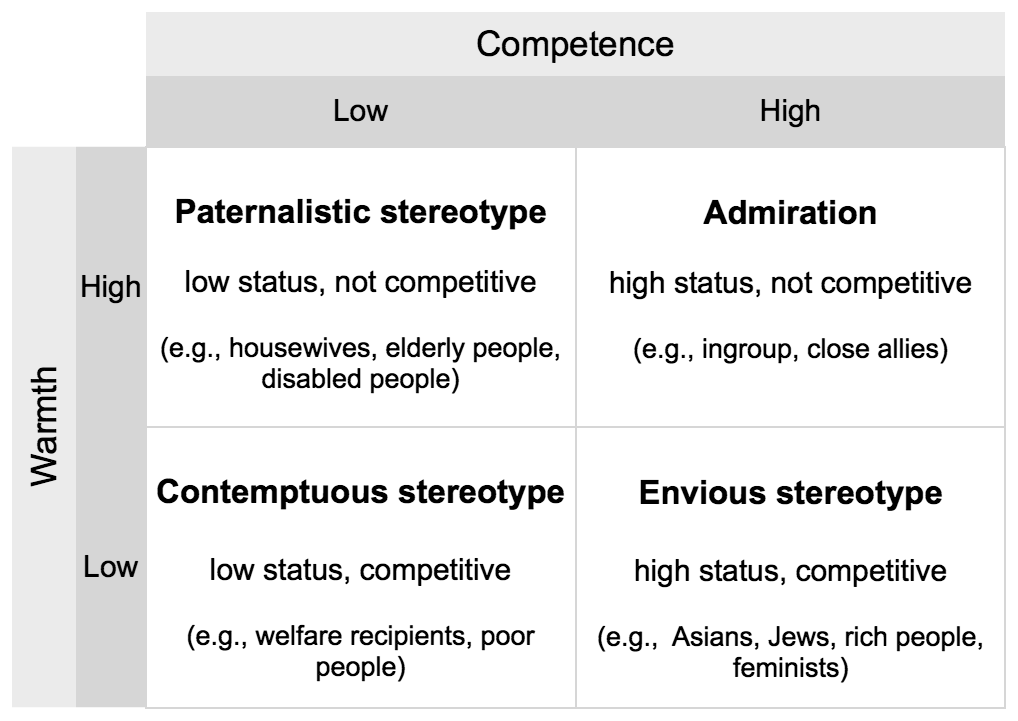
Susan Fiske等人2002年發表的《根據感受溫暖與競爭力而來的四大類刻板印象》（Four types of stereotypes resulting from combinations of perceived warmth and competence）一文的刻板印象情境模型。

刻板印象的情境指稱人們對一個團體的特性的想法的屬性，對刻板印象的研究通常關注人們對他人的想法，而非刻板印象背後的理由與機制。
高爾頓·威拉德·奧爾波特等人提出的早期對刻板印象的理論假定說刻板印象必然是對外團體的反感而形成的，像例如卡茨（Katz）和布拉利（Braly）在其1933年做的經典研究中聲稱種族刻板印象必然是負面的。
然而，更近期的刻板印象模型認為，刻板印象未必是負面的，且不同刻板印象會在「溫暖」（warmth）和「競爭力」（competence）這兩個向度上有所不同，而溫暖和競爭力這兩者分別與缺乏競爭與社會地位有關。不與自身所屬的內團體競爭相同資源（像例如大學空間）的團體被認為是溫暖的；而地位高的團體（像是經濟或教育上成功的團體）則被認為是有競爭力的。而外團體根據其在溫暖與競爭力高低，會引發不同的情感。這模型解釋了說為何一些外團體被讚賞但不被喜愛；而其他的一些外團體被喜愛但不受尊敬。這模型已在多個國家與國際樣本上受到實證檢驗，且能可靠地預測刻板印象的情境。

## 功能
早期的研究認為刻板印象只為死板、壓抑且專制的人所使用，但這主意已受到當代研究否定，當代研究認為刻板印象已經相當普遍，且刻板印象是團體的集體信仰，也就是說屬於同樣社會團體的人會有著相同的刻板印象。
現代的研究認為要徹底了解刻板印象，就要了解兩個彼此互補的認知，也就是在特定文化或次文化團體內部共享的想法，和在個人心中形成的想法。

### 認知與社會功能間的關係
刻板印象在人際關係中有認知功能，在團體關係中也有社會功能；若要刻板印象 發揮其社會功能，一個人必須先認同自己是團體的成員，而作為團體成員的事實也必須是這人重要的一部分。克雷格·麥葛提（Craig McGarty）、羅素·斯皮爾斯（Russell Spears）和樊尚·伊澤拜（Vincent Y. Yzerbyt）等人在2002年指出，刻板印象的認知功能和社會功能最好以其彼此間的關係來理解。

## 形成
不同的學科對於定型觀念的形成有不同的描述： 心理學家可能會專注於個人與團體的經驗、有關這些團體的溝通模式，以及團體間的衝突。至於社會學家，他們可能會專注於社會結構中不同群體之間的關係。他們認為，定型觀念是衝突、家教不當以及心智和情緒發展不足的結果。刻板印象一旦形成，有兩個主要因素可以解釋其持續性。首先，基模式處理的認知效果（見基模）使得當某個群體的成員的行為符合我們的預期時，該行為就會證實甚至強化現有的刻板印象。第二，偏見的情感或情緒方面使得反對刻板印象的邏輯論據在對抗情緒反應的力量時無效。

## 準確性

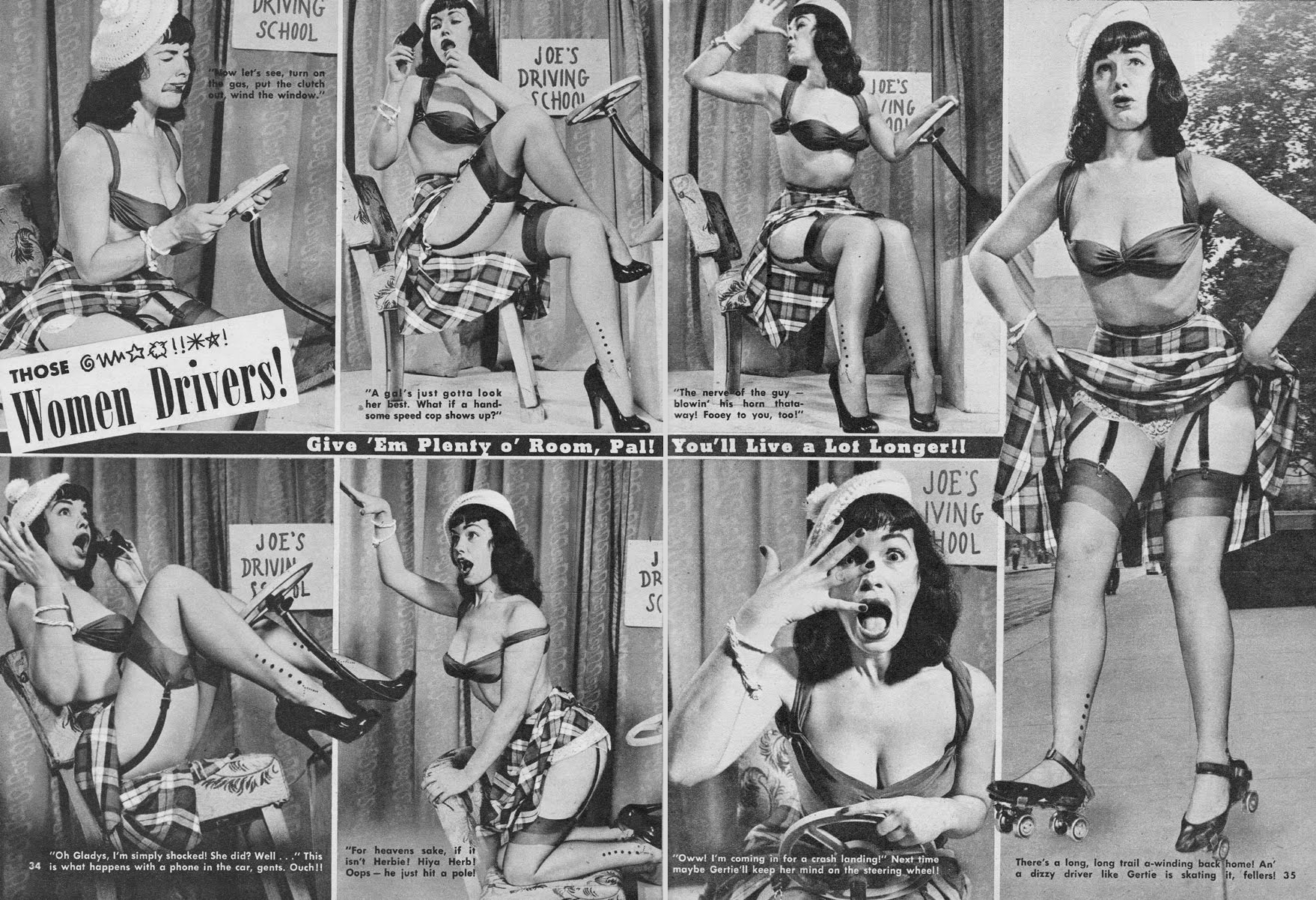
1952年3月《Beauty Parade》雜誌的專題報導，對女司機有刻板印象。以貝蒂·佩吉 (Bettie Page) 為模特兒。

刻板印象可以是有效率的捷徑和感知工具。然而，它們會讓人們無法處理關於每個人的新的或意料之外的資訊，從而使印象形成過程出現偏差。早期的研究人員認為，刻板印象是對現實的不準確表述。1930年代的一系列先驅研究發現，廣泛持有的種族刻板印象觀念沒有實證支持。 到了1950年代中期，戈登·奧爾波特 (Gordon Allport) 寫道，「刻板印象有可能在無視所有證據的情況下成長」。
關於錯覺相關 (Illusory correlation) 在刻板印象形成中的作用的研究表明，刻板印象的形成可能是因為對兩個事件（例如，社會群體成員身份和壞或好的屬性）之間關係的不正確推斷。這表示至少有些刻板印象是不準確的。
1995年，黎岳庭 (Yueh-Ting Lee) 等人的著作認為，刻板印象有時是準確的。同樣地，Jussim等人在2015年的一項研究中，回顧了4項關於種族刻板印象的研究，以及7項關於人口特徵、學業成績、個性和行為的性別刻板印象研究，並認為種族和性別刻板印象的某些方面是準確的，而關於政治聯繫和國籍的刻板印象則準確性低得多。
在2005年Terracciano等人的一項研究發現，對於國籍的刻板印象並不反映來自不同文化的人的實際人格特質。
在1973年的一篇論文中，Marlene MacKie認為，雖然刻板印象是不準確的，但這只是一個定義，而不是經驗上的主張—刻板印象被簡單地定義為不準確，儘管假定的刻板印象的不準確性被當作是一個經驗上的發現。

## 常見的刻板印象
以下為一些常見的刻板印象：
- 性別偏見(性別刻板印象)

「女生心機重、喜歡在背地裡搞小動作」、「男生活潑好動、女生比較文靜」、「男主外，女主內」、「男生唸理工，女生唸人文」等等都是性別刻板印象。這種印象常常造成在工作上對於性別的歧視，例如男護士或是女司機，同時亦造成人際相處上的阻礙。若將這些思想付诸實踐，即成為性別歧視。
性別刻板印象甚至會對科學研究造成錯誤，一個例子是在瑞典比爾卡發現的比爾卡女性維京戰士（Birka female Viking warrior），比爾卡女性維京戰士的墳墓剛被發掘時，人們因為墓主的戰士身分而假定墓主是男性，並認定墓中的女性骨骸不是墓主，而是陪葬的女性，直到後來對墓主的骨頭的詳細研究出來後，人們才逐漸理解墓主是個女性戰士，墓中的女性骨骸是身為女性戰士的墓主本人，因此古代對女性維京戰士的傳說未必是想像。
- 性傾向刻板印象

例如：「同性戀的人全部都是愛滋病患者」、「0號男同志都很女性化」、「女同志必有一方很男性化」、「男同性恋就是愛肛交」、「外表較陰柔、著重外表打扮或喜愛鍛鍊肌肉的男生就是gay」、「gay都喜歡很man身材粗曠的男生」、「雙性戀男女通吃、很好色」等等，都属于性傾向刻板印象。這種印象往往造成大眾對同性戀者的歧視。
- 地區、國家或種族刻板印象

例如「法國與浪漫的關联」（法國人所厭惡的刻板印象）、「日本人都愛吃生魚片」、「美國人都很胖」、「美國人很浪費」、「非裔美國人參與零元購」、「德國人一板一眼、約會很準時」、「亞洲人是書呆子」、「亞洲人數學都很好」、「華人都会功夫」、「黑頭髮、黃皮膚、黑眼珠和使用漢語都是中國人」「黑人都會彈BASS」、「韓國美女都是整形出來的」、「大陸人都很沒有水準」、「台灣人都理盲濫情」、「俄羅斯人都很粗犷豪放（『戰鬥民族』）」、「閩人狹險，楚人輕易，今二相皆閩人，二參政皆楚人，必將援引鄉黨之士，充塞朝廷，風俗何以更得淳厚？」、「秦，虎狼之國，不可信，不如毋行」、「鄉下人老實，城市人狡詐」等即為地區/族群刻板印象。
- 外表刻板印象

例如「体态肥胖的人都贪吃，体形消瘦的人有疾病。」「長得高的是哥哥，長得矮的是弟弟」、「頭腦簡單，四肢發達」、「新的科技製造的東西永远比舊的好、比舊的有效率」、「刻板印象是不準確的」等皆為其例；另外中國大陸的男子給一些人的印象是以方形平頭為髮型且語氣粗獷，但並非代表所有中國大陸的男子皆然。
另外一些作品中會藉由外表的刻板印象來刻劃角色，像例如漫畫中的人物造型，常以尖嘴猴腮的有錢人做為壞人的形象，便是一個例子。
一些有关外貌的刻板印象甚至可能被特定族群视为侮辱或歧视，如将东亚人描绘成“眯眯眼”。
- 此外一些人對機器造型會有刻板印象。例子如下：

超級跑車等於中置後驅局佈才易保持穩定，當然早在數十年前的猛車只可以用這種笨方法，實際上新世紀的設計師可以用懸掛系統等其他巧妙的設計達到同樣效果。
早期噴射戰鬥機採用機頭進氣的佈局，所以是沒有雷達的，實際上早在五十年代初的F-86已經擁有雷達，而二十一世紀經現代化改裝過的米格-21，甚至可以發射引導中程空對空導彈作超視距空戰。
- 喜好刻板印象

例如：「看獵奇向內容的人都是邪惡且殘酷的心理變態」、「熱愛運動的男性身心健康」、「懂音樂的男性就是很有氣質」、「喜歡動物的女性都心地善良」、「喜歡音樂的孩子不會變壞」、「喜歡動漫電玩的是性犯罪和暴力犯罪的預備軍」等就是對擁有個別興趣的人的刻板印象。事實上，即使擁有共同興趣的人的性格都是不同的，不能一概而論。
- 政治刻板印象

把政黨、報紙或人物簡單分為左派、右派、自由派、保守派、泛藍、泛綠（台灣）或是民主派、建制派（香港），或是將特定政黨或政治立場（如前述的那些及擁核、反核、支持墮胎、反對墮胎、支持多元成家、反對多元成家等）以及相關人士掛上「暴力」、「一高二低」、「不理性」、「理盲濫情」、「偽善」、「沒同理心」、「偏激」、「保守」或其他各種的標籤。
- 年齡刻板印象

如把年紀較大的女性等同於強氣，一同稱為御姐，或認為「老一輩的老闆的都是慣老闆」、「老人思想古板，不願接受新觀念」，或者是「小孩子办不好事」、「年輕人只會嘴砲」。
- 身份或社經地位刻板印象

如「唸理工科的男生都很宅」、「公務員很混」、「亞斯伯格症患者都是數學天才、善於電腦程式」、「現實的人沒有夢想」、「充滿幻想的人不現實、很單純、沒什麼心機」、「商人重利輕別離」、「人權團體對中國一直存有偏見」、「中國很落後」、「信仰虔誠的人都是好人」、「常讀宗教經典的人都是信仰虔誠的人」、「法律人冷酷無情」、「媒體只会对真相进行选择性报导，引导舆论风向」、「8+9是群成天惹是生非的屁孩」等即是其例。